# 家族史
家族史（family history）とは、家族または個人の歴史的な文書となるように構成された、個人または家族について記録された事実および家族の系譜・物語を記載したもので、印刷物や電子文書、口述またはビデオ記録といった形をとる。
系譜学（Genealogy）と重複する部分が多く、同義に用いられることもあるが、一族の中で各個人の生きた記録を重視する点で区別される。
一般的に家族史を何らかの形で残したいと思う人は、家族がどこからやってきたか（移民、家族の離散）、家族の成員（著名人を出した家族など）や結婚、そしてその歴史を次世代のために残すことにこだわりを持っている。家族史は故人の子孫達のための回顧録として作られ、その家族の将来の世代のために執筆される。そこからまた家系学の分野と密接なつながりを持ってくる。
16世紀以前は、「家族史」と言えばほとんどが王族・貴族のものか、でなければ余程の影響力や権勢を誇った一族のものが相場と決まっていたが、16世紀に入ると、政府が民衆・市民の諸事を次第に詳細に残すようになり、記録簿が地方、地域、あるいは国勢調査局、文書館に残されるようになった。そこから、ヨーロッパの多くの家族の家族史が再構築できるようになった。
そうした記録の中で家族史を作り出すために用いられるようなものには以下のものがある。
- 洗礼、改宗の記録
- 出生記録
- 人口調査、国勢調査
- 死亡届
- 遺言状、遺産の贈与記録

公共団体や民間団体、あるいはNGOなどには家族史の作成や、保存を希望する人に助言や資料調べのノウハウを提供している所もある。
また以上とは別に、社会における家族の構成・形態や制度・習慣の変遷を研究する社会史、歴史学や社会学の一分野である家族史学を指すこともある。この文脈では上のような記録は「家族誌」ということもある。